# بوو (لعبة)
بوو (بالإنجليزية: Pou)‏ هي لعبة شخصية ومسلية خاصة بالأجهزة الأندرويد وآي أو إس وبلاك بيري. اللعبة شهِدتْ أكثر من 50 مليون مرة تحميل في العالم.

## مواصفات اللعبة
- يمكن تغيير لون بو من المتجر من خلال قسم «ألوان بو».
- يمكن تغيير ملابس بو من المتجر من خلال قسم «ملابس».
- هناك ست غرف وهم:
  - الدار.
  - غرفة النوم.
  - الحمام.
  - غرفة اللعب.
  - المطبخ.
  - المختبر.
- هناك عقاقير في المختبر وهم:
  - جرعة الطاقة.
  - حرق دهون
  - جرعة الجوع
  - صحة.
  - نصف صحة.
  - جرعة قصوى.
- وهناك جرعتين تستخدم بالشفرات (الصغرات) وهم:
  - جرعة التصغير.
  - جرعة التكبير.

## وصلات خارجية
- بو على موقع Google Play (الإنجليزية)
- Pou website
- Pou at Google Play